# 龙亿涛
龙亿涛，中华人民共和国教育部长江学者特聘教授，南京大学化学化工学院教授、博士生导师，主要从事纳米孔道单分子传感与光谱电化学研究。

## 生平
1989年毕业于山东大学化学系，1995年获南京大学博士学位。现任南京大学教授。

## 社会兼职
- 中国化学会会士
- 《高等学校化学学报》副主编